# Championnat de squash du British Open masculin 1937
Le British Open Squash Championships 1937 est l'édition 1937 du British Open Squash Championships inauguré en 1931 afin que les professionnels et les amateurs puissent s'affronter. 
Le match oppose le champion professionnel Jim Dear et le tenant du titre, champion amateur égyptien F. D. Amr Bey.
Le match aller se déroule le 16 novembre au Royal Automobile Club, club de F. D. Amr Bey qui l'emporte en cinq jeux. Le match retour a lieu le 23 novembre 1936 au Bath Club, club de Jim Dear et F. D. Amr Bey confirme son premier succès et remporte son cinquième British Open.

## Résultats

### match aller
|  |                                          |  |   |   |   |   |   |
|  | Royal Automobile Club (16 novembre 1936) |  |   |   |   |   |   |
|  |                                          |  |   |   |   |   |   |
|  |                                          |  |   |   |   |   |   |
|  | F. D. Amr Bey                            |  | 9 | 7 | 9 | 5 | 9 |
|  | F. D. Amr Bey                            |  | 9 | 7 | 9 | 5 | 9 |
|  | Jim Dear                                 |  | 7 | 9 | 7 | 9 | 6 |

### match retour
|  |                              |  |   |    |   |   |  |
|  | Bath Club (23 novembre 1936) |  |   |    |   |   |  |
|  |                              |  |   |    |   |   |  |
|  |                              |  |   |    |   |   |  |
|  | Jim Dear                     |  | 6 | 10 | 1 | 6 |  |
|  | Jim Dear                     |  | 6 | 10 | 1 | 6 |  |
|  | F. D. Amr Bey                |  | 9 | 8  | 9 | 9 |  |